# 670
670 (DCLXX) je bilo navadno leto, ki se je po julijanskem koledarju začelo na torek.

## Dogodki
- Muslimani začnejo prodirati iz Egipta v severno Afriko.

## Rojstva
- Hilperik II., kralj Frankov († 721)
- Tarik ibn Zijad, omajadski general, osvajalec Iberskega polotoka († 719)

## Smrti
- Brahmagupta, indijski matematik, astronom (* 598)
- Hasan ibn Ali, sin Alija ibn Abi Taliba, možni naslednik kalifata po Mohamedovi sorodstveni liniji (umorjen) (* 625)